# Tadžici
Tadžici su iranski narod, 18,000,000 pripadnika. Žive u Uzbekistanu, Tadžikistanu, Afganistanu, Kirgistanu i Kini. Potječu od drevnih iranskih plemena. Po vjeri su većinom sunitski, manjinom šiitski muslimani. Bave se poglavito zemljoradnjom i uzgojem ovaca; vješti su drvorezbari. Narodna im je nošnja bogato izvezena.